# Nusoncus
Nusoncus Wunderlich, 2008 è un genere di ragni appartenente alla famiglia Linyphiidae.

## Distribuzione
L'unica specie oggi attribuita a questo genere è stata rinvenuta in Europa.

## Tassonomia
A dicembre 2011, si compone di una specie:
- Nusoncus nasutus (Schenkel, 1925)[3] — Europa